# Mont Kunimi
Le mont Kunimi (国見山, Kunimi-san) est une montagne culminant à 1 419 m d'altitude dans les monts Daiko, à la limite de Higashiyoshino dans la préfecture de Nara et Matsusaka dans la préfecture de Mie au Japon.